# Episodi di Tin Star (terza stagione)
La terza e ultima stagione della serie televisiva Tin Star, composta da sei episodi, è stata resa disponibile nel Regno Unito il 10 dicembre 2020 su Sky Box Sets e Now TV.
In Italia, la stagione è andata in onda in prima visione sul canale satellitare Sky Atlantic dal 30 dicembre 2020 al 13 gennaio 2021.
| nº | Titolo originale  | Pubblicazione UK | Prima TV Italia  |
| -- | ----------------- | ---------------- | ---------------- |
| 1  | Homecoming        | 10 dicembre 2020 | 30 dicembre 2020 |
| 2  | Commitment        | 10 dicembre 2020 | 30 dicembre 2020 |
| 3  | Loves Young Dream | 10 dicembre 2020 | 6 gennaio 2021   |
| 4  | Collateral        | 10 dicembre 2020 | 6 gennaio 2021   |
| 5  | All Roads         | 10 dicembre 2020 | 13 gennaio 2021  |
| 6  | Come to the Edge  | 10 dicembre 2020 | 13 gennaio 2021  |

## Homecoming
- Diretto da: Justin Chadwick
- Scritto da: Rowan Joffé

## Commitment
- Diretto da: Patrick Harkins
- Scritto da: Vanessa Alexander

## Loves Young Dream
- Diretto da: Stewart Svaasand
- Scritto da: Alexander Stewart

## Collateral
- Diretto da: Stewart Svaasand
- Scritto da: Robert Fraser

## All Roads
- Diretto da: Paulette Randall
- Scritto da: Nathaniel Price

## Come to the Edge
- Diretto da: Alice Troughton
- Scritto da: Rowan Joffé